# برمپریدول
برمپریدول (به عنوان برومیدول ، برومودول در بازار عرضه می شود) مشتقی از بوتیروفنون است. این ماده یک داروی نورولپتیک قوی و طولانی اثر است که به عنوان داروی ضدروان‌پریشی در درمان اسکیزوفرنی استفاده می شود. این دارو در سال 1966 در شرکت جانسن فارماسیوتیکا کشف شد.